# آسا إيرل كارتر
آسا إيرل كارتر (بالإنجليزية: Asa Earl Carter)‏ (4 سبتمبر 1925، أننيستون في الولايات المتحدة - 7 يونيو 1979، أبيلين في الولايات المتحدة)؛ كاتِب، سيناريست، سياسي وروائي أمريكي.

## روابط خارجية
- آسا إيرل كارتر على موقع IMDb (الإنجليزية)
- آسا إيرل كارتر على موقع قاعدة بيانات الفيلم (الإنجليزية)